# UCI-BMX-Racing-Weltcup 1996
Beim UCI-BMX-Racing-Weltcup 1996 wurden durch die Union Cycliste Internationale die Weltcupsieger im BMX-Rennsport ermittelt. Es handelte sich um die erste Veranstaltung dieser Art.

## Ablauf
Nach mehrjährigen Vorbereitungen hatte es 1995 zwei Testveranstaltungen für einen Weltcup gegeben. Der BMX-Weltcup nahm dann offiziell 1996 den Betrieb auf mit vier Läufen, die auf Nord- und Südamerika sowie Europa verteilt waren:
- Porlamar: 19. Februar
- Orlando: 12. April
- Peterborough: 5. Mai
- Valkenswaard: 7. Juli

Ein weiterer, für Dezember in Columbus geplanter Termin wurde aus finanziellen Gründen abgesagt. Es gab Rennen in den Kategorien Männer Elite, Frauen Elite, Junioren und Juniorinnen ausgetragen. Unbekannt ist, nach welchen Kriterien das Gesamtklassement berechnet wurde.

## Männer
| # | Datum       | Ort          | Erster        | Zweiter            | Dritter           |
| - | ----------- | ------------ | ------------- | ------------------ | ----------------- |
| 1 | 19. Februar | Porlamar     | Dale Holmes   | Jamie Staff        | Pieter Does       |
| 2 | 12. April   | Orlando      | Jamie Staff   | Randy Stumpfhauser | Brian Foster      |
| 3 | 5. Mai      | Peterborough | Jamie Staff   | Thomas Allier      | Wilco Groenendaal |
| 4 | 7. Juli     | Valkenswaard | Thomas Allier | Jamie Staff        | Wilco Groenendaal |

Gesamtwertung
| Platz | Name              |
| ----- | ----------------- |
| 1     | Jamie Staff       |
| 2     | Thomas Allier     |
| 3     | Dale Holmes       |
| 4     | Wilco Groenendaal |
| 5     | Dylan Clayton     |
| 6     | Pieter Does       |

## Frauen
| # | Datum       | Ort          | Erste           | Zweite              | Dritte         |
| - | ----------- | ------------ | --------------- | ------------------- | -------------- |
| 1 | 19. Februar | Porlamar     | Kerstin Munski  | Constanza Garcilaso | Hilda Guevara  |
| 2 | 12. April   | Orlando      | Natascha Massop | Shawnda Shaughnessy | Monica Kelly   |
| 3 | 5. Mai      | Peterborough | Kerstin Munski  | Sanna Ohlsson       | Tina Madsen    |
| 4 | 7. Juli     | Valkenswaard | Kerstin Munski  | Karien Gubbels      | Jolanda Oosten |

Gesamtwertung
| Platz | Name            |
| ----- | --------------- |
| 1     | Kerstin Munski  |
| 2     | Karien Gubbels  |
| 3     | Natascha Massop |
| 4     | Sanna Ohlsson   |
| 5     | Rebecaa Wichman |
| 6     | Bianca Tenniglo |

## Junioren
| # | Datum       | Ort          | Erster            | Zweiter          | Dritter        |
| - | ----------- | ------------ | ----------------- | ---------------- | -------------- |
| 1 | 19. Februar | Porlamar     | Jacguel Gonzalez  | Danny Perez      | Eglis Gil      |
| 2 | 12. April   | Orlando      | Jacguel Gonzalez  | Carmine Falco    | Mike Brandt    |
| 3 | 5. Mai      | Peterborough | Thierry Fouilleul | Carmine Falco    | Scott Beaumont |
| 4 | 7. Juli     | Valkenswaard | Adne Orstad       | Sascha Meyenborg | Martin Murray  |

Gesamtwertung
| Platz | Name              |
| ----- | ----------------- |
| 1     | Sascha Meyenborg  |
| 2     | Carmine Falco     |
| 3     | Jacguel Gonzalez  |
| 4     | Scott Beaumont    |
| 5     | Thierry Fouilleul |
| 6     | Adne Orstad       |

## Juniorinnen
| #    | Datum       | Ort          | Erste                         | Zweite                        | Dritte                        |
| 1996 | 1996        | 1996         | 1996                          | 1996                          | 1996                          |
| ---- | ----------- | ------------ | ----------------------------- | ----------------------------- | ----------------------------- |
| 1    | 19. Februar | Porlamar     | nicht ausgetragen             | nicht ausgetragen             | nicht ausgetragen             |
| 2    | 12. April   | Orlando      | kombiniertes Rennen mit Elite | kombiniertes Rennen mit Elite | kombiniertes Rennen mit Elite |
| 3    | 5. Mai      | Peterborough | Karine Chambonneau            | Ilse Freriks                  | Karin Laupsien                |
| 4    | 7. Juli     | Valkenswaard | Tatjana Schocher              | Ilse Freriks                  | Karine Chambonneau            |

Gesamtwertung
| Platz | Name               |
| ----- | ------------------ |
| 1     | Karine Chambonneau |
| 2     | Ilse Freriks       |
| 3     | Tatjana Schocher   |
| 4     | Karin Laupsien     |
| 5     | Susanne Beijer     |
| 6     | Vikki Overson      |